# Hório
Hório (em grego: Ορίων; romaniz.: Horíon) foi um oficial bizantino do século VI, ativo no reinado do imperador Justiniano (r. 527–565). Aparece em papiro de Antinoópolis escrito no final de 557 por Flávio Dióscoro no qual diz-se que o pai do último, Psates de Apolo, teria perdido a visão durante sua administração no Egito. Hório exercia a função de duque e augustal depois do mandato de Apião e antes do de Conão, provavelmente em 550/1.